# Ромащенко Максим Юрійович
Максим Юрійович Ромащенко (біл. Максім Юр'евіч Рамашчанка, рос. Максим Юрьевич Ромащенко, 31 липня 1976, Павлоград, Дніпропетровська область, Українська РСР) — білоруський та український футболіст, півзахисник, раніше був нападником.

## Біографія
Вихованець ДЮШ (м. Дніпропетровськ, Україна). Виступав за команди: «Поліграфтехніка» (Олександрія, Україна), «Дніпро» (Могильов), «Белшина» (Бобруйськ), МПКЦ (Мозир), «Газіантепспор» (Туреччина), «Динамо (Москва)».
Виступав у московському «Динамо» з 1997 по 2006 рік (з перервами). У дублюючому складі «Динамо» провів 14 матчів і забив 3 голи. Провів 116 матчів, забив 22 м'ячі.
У 2007 році був гравцем футбольного клубу «Торпедо» (Москва). У січні 2008 року уклав контракт з турецьким клубом «Бурсаспор» строком на півтора року.
У 1998–2008 — гравець збірної Білорусі. Найкращий бомбардир збірної (20 голів).

## Титули і досягнення
- Чемпіон Білорусі (1):

МПКЦ: 1996
- Володар Кубка Білорусі (1):

МПКЦ: 1995-96
- Володар Кубка Туреччини (1):

«Трабзонспор»: 2003-04